# IOS 10
iOS 10 是苹果公司的 iOS 第十个主要版本，于旧金山当地时间2016年6月13日召开的 WWDC 2016 首日公布，是 iOS 9 的后继版本。iOS 10 的新特性主要是提供了新的鎖定螢幕交互模式，新的控制中心，增强的 iMessage 等等，正式版已于2016年9月14日发布。在 iOS 10 中，蘋果公司以按下主畫面按鈕解鎖，替代了滑動解鎖，作為新的解鎖方式。
iOS 10 僅支援 Apple A6/A6X 或更新晶片的裝置，搭載 Apple A5/A5X 或更舊晶片的裝置則不再支援 iOS 10。另外，iOS 10 是蘋果最後支援32位元的 iOS 版本，iOS 11 或之後推出的版本均只支援64位元裝置。

## 历史
- 2016年6月13日，在苹果公司的 WWDC 2016 上首次公布，并在当日提供开发者测试版供注册开发者下载。[2]
- 2016年7月5日，发布了测试版 iOS 10 beta 2。
- 2016年7月9日，發布了公開測試版  iOS 10 public beta。
- 2016年7月19日，發布了測試版 iOS 10 beta 3。
- 2016年8月1日，發布了測試版 iOS 10 beta 4。
- 2016年8月9日，發布了測試版 iOS  10 beta  5。
- 2016年8月16日，發布了測試版 iOS 10 beta  6。
- 2016年8月20日，發布了測試版 iOS 10 beta  7。
- 2016年8月26日，發布了測試版 iOS 10 beta  8。
- 2016年9月14日（GMT+8時間）01:00起，全球正式開放下載安裝 iOS 10。
- 2016年9月22日，發布了測試版 iOS 10.1 beta 1測試版。
- 2016年10月24日，發布了正式版的 iOS 10.1。
- 2016年12月12日，發布了正式版的 iOS 10.2。
- 2017年1月24日，發布了正式版的 iOS 10.2.1，修正部分漏洞與錯誤。
- 2017年3月28日，發布了正式版的 iOS 10.3。
- 2017年4月3日，發佈了正式版的 iOS 10.3.1。
- 2017年3月28日，發佈了測試版 iOS 10.3.2 beta 1。
- 2017年5月16日，發布了正式版的 iOS 10.3.2。
- 2017年7月19日，發布了正式版的 iOS 10.3.3 正式版，修補重大安全漏洞及提升安全性。
- 2019年7月23日，为 iPhone 5 和 iPad（第4代）的蜂窝版本发布了正式版的 iOS 10.3.4。解决了可能影响 GPS 定位性能且可能导致系统日期时间不正确的问题。

## 新功能及改進

### iOS 10.2
iOS 10.2 新增的功能包含「電視」App（僅限美國，后于 iOS 11 开始支持所有可以在 iTunes 上购买电视节目的国家），在各種影片 App 中觀賞電視節目和電影時，提供全新且一致的使用體驗。重新設計精美的表情符號，可展現更為精細的內容，並且加入了超過100種新的表情符號，其中包含新的表情、食物、動物、運動和職業。此次更新也改進了穩定性並修正錯誤。

#### 表情符號
新增超過100種表情符號，包含新的表情、食物、動物、運動和職業

#### 照片
- 改進 Live Photo 的穩定性，並提供更快速的格率
- 改進在「人物」相簿中為同一人物的相似照片分類時的準確度
- 修正了「回憶」可能會使用螢幕快照、白板或收據的照片來產生回憶的問題
- 修正了在 iPhone 7 Plus 上從「相機膠卷」切換回來之後，相機會維持放大的問題
- 支援更多 RAW 數位相機

#### 訊息
- 在「訊息」中新增愛心和慶祝的全螢幕效果
- 修正了有時無法在「訊息」中顯示鍵盤的問題

#### 音樂
- 向上滑動「播放中」螢幕可更輕鬆地取用「隨機播放」、「重複播放」和「接著播放」
- 選擇如何在資料庫中排序「播放列表」、「專輯」和「歌曲」

#### News
- 儲存供稍後閱讀的文章現在會顯示在 Saved 部分中
- 各個訂閱頻道的最佳付費文章現在會顯示在 For You 的專屬部分中
- 您現在可以更輕易地前往下一篇文章，只要向左滑動或在閱讀時點一下 Next Story 即可

#### 郵件
- 修正了編寫郵件後，會導致「搬移」表單持續顯示的問題
- 解決了在「郵件」中透過長按來啟用拷貝和貼上的問題
- 修正了刪除「郵件」對話後，會選取錯誤郵件的問題

#### 輔助使用
- 在 VoiceOver 中支援 BraillePen14
- 修正了 VoiceOver 無法如預期切換點字法的問題
- 修正了 VoiceOver 有時無法使用 Siri 提高品質聲音的問題
- 修正了 VoiceOver 使用者無法重新排序列表項目的問題
- 修正了「切換控制」有時無法刪除語音留言的問題

#### 其他改進功能和修正
- 加入支援 HomeKit 配件通知的功能，包含窗簾、在場、動作、門窗、煙霧、一氧化碳和漏水感應器
- 當 HomeKit 配件的軟體更新可用時，加入支援 HomeKit 配件通知的功能
- 改進第三方配件的藍牙效能和連線能力
- 修正了可能導致 FaceTime 成員顯示失焦的問題
- 修正了可能導致 FaceTime 通話的顯示比例和方向錯誤的問題
- 修正了導致部分 Visual Voicemail 無法完成播放的問題
- 修正了可能導致「Safari 閱讀器」文章開啟成為空白網頁的問題
- 修正了在「閱讀列表」中將項目標示為已讀後，可能導致 Safari 無預警結束的問題

### iOS 10.2.1
iOS 10.2.1 包含錯誤修正並改善 iPhone 或 iPad 的安全性。
此外也改善尖峰工作負載期間的電源管理，避免 iPhone 無預警關機。

### iOS 10.3
iOS 10.3 推出的新功能包含使用「尋找我的 iPhone」定位 AirPods 和將 Siri 用於付款、叫車和汽車廠商 App。

#### 尋找我的 iPhone
- 檢視 AirPods 的目前位置或最後記錄的已知位置
- 在其中一邊或兩邊的 AirPods 上播放聲音來協助您定位

#### Siri
- 支援透過付款 App 支付帳單和檢視帳單狀態
- 支援透過叫車 App 預約叫車時間
- 支援透過汽車廠商 App 檢查汽車的燃料量，門鎖狀態，開燈和啟用喇叭
- 支援印度超級板球聯賽和國際板球理事會的板球比賽比分和數據

#### CarPlay
- 狀態列中新增快速鍵來快速取用之前使用過的 App
- Apple Music 的「播放中」螢幕會顯示「接著播放」和目前播放的歌曲專輯
- Apple Music 新增每日編輯精選歌單和新的音樂類別

#### 其他改進功能和修正
- 只須租借一次 iTunes 電影，便可在所有裝置上觀看
- 「設定」中為您的 Apple ID 帳號資訊、設定和裝置新增了統一的顯示方式
- 在「地圖」中顯示的目前溫度上使用 3D Touch 會顯示每小時天氣預報
- 支援在地圖中搜尋「停車位置」
- 「行事曆」加入新功能來刪除不想見到的邀請函並回報為垃圾邀請
- 「家庭」App 支援使用附開關和按鈕的配件來觸發情境
- 「家庭」App 支援配件電量狀態
- Podcast 支援 3D Touch 和在「今天」Widget 中取用最近更新的節目
- 包含完整播放控制的 Podcast 節目或單集可透過「訊息」分享
- 修正了「地圖」在重置「定位服務與隱私權」後，無法顯示您目前位置的問題
- 改進了「電話」、Safari 和「郵件」中 VoiceOver 的穩定性

### 10.3.1
iOS 10.3.1 包含錯誤修正，並改進了 iPhone 或 iPad 的安全性。

#### 10.3.4
iOS 10.3.4 於2019年7月22日發布，主要修正安全漏洞和 GPS 的問題，此問題可能會影響 GPS 定位效能及導致系統時間錯誤。此更新僅提供給 iPhone 5 及 GSM 版第四代 iPad。

## 支持机型
| - iPhone 5 （此iOS版本为最后一个支持此设备的版本） - iPhone 5C （此iOS版本为最后一个支持此设备的版本） - iPhone 5S - iPhone 6 - iPhone 6 Plus - iPhone 6S - iPhone 6S Plus - iPhone SE - iPhone 7 - iPhone 7 Plus | - iPod touch (第六代) | - iPad (第四代) （此iOS版本为最后一个支持此设备的版本） - iPad Air - iPad Air 2 - iPad (2017) - iPad mini 2 - iPad mini 3 - iPad mini 4 - iPad Pro (12.9-inch) - iPad Pro (9.7-inch) - iPad Pro (10.5-inch) |